# Perdita
Perdita je opera („hudební pohádka“) o třech dějstvích s prologem („předehrou“) českého skladatele Josefa Nešvery na libreto českého dramatika Jaroslava Kvapila podle hry Williama Shakespeara Zimní pohádka. Byla napsána v letech 1892–1893 a měla premiéru 21. května 1897 v pražském Národním divadle.

## Vznik, charakteristika a historie
Libreto k opeře Perdita vzniklo již v roce 1888 a začínající dramatik Jaroslav Kvapil je původně napsal pro Karla Kovařovice. Nakonec však na něm začal pracovat skladatel Josef Nešvera a partituru sepsal od února 1892 do října 1893. V té sobě měl Nešvera za sebou jen jeden operní pokus, komickou operu Bratránek, jež však vinou špatného libreta, ale i nedramatické hudby ani po přepracování nedošla provedení v Národním divadle, pro které byla určena.
Národní divadlo Perditu přijalo v říjnu 1894 a 21. května 1897 ji poprvé uvedlo. Mezitím stačilo české divadlo v Brně provést následující Nešverovu operu, komickou jednoaktovku Lesní vzduch (1896). I když se v originálním znění Shakespearova pohádka odehrává zčásti v Čechách, libretista tento motiv odstranil a země králů Leonta a Polixena zůstávají bezejmenné; Národní divadlo navíc pojalo výpravu v exotickém orientálním duchu. Jak psala Kateřina Emingerová v Ženském světě, „[v]ýprava zpěvohry byla v pravdě skvostná, nové dekorace a bohaté kostymy solistů i sboru dodali provozování lesku neobyčejného“.

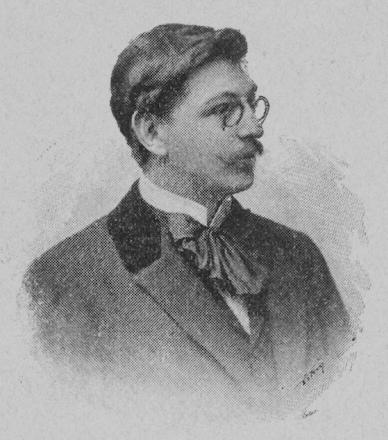
Libretista Perdity Jaroslav Kvapil v roce premiéry, 1897

Premiérové přijetí u obecenstva bylo příznivé. Časopis Našinec z Nešverova domovského Olomouce referoval, že „Vnější úspěch byl znamenitý. Divadlo bylo plno, zvláště řízení a lože byly úplně obsazeny. Přítomný skladatel byl odměněn mnohonásobným potleskem a několikrát vyvoláván na jeviště.“ Hubert Doležil v brněnských Lidových novinách zdůrazňoval, že šlo o první moravskou operu, kterou Národní divadlo uvedlo (i když Nešvera pocházel z Čech, byl na Moravě považován za „aklimatisovaného“). Avšak reprízy premiérový zájem nepotvrdily. Perdita byla po dvou dalších představeních (24. května a 1. června 1897) pro předplatitelské skupiny stažena a vícekrát se na divadelním jevišti neobjevila.
Kvapilovo libreto přebírá v zásadních liniích děj Shakespearovy Zimní pohádky. Soustředí se však především na milostný příběh královských dětí Florizela a Perdity, zatímco první tři dějství Shakespearovy hry soustředěné příběh krále Leonta a jeho ženy Hermiony jsou stažena do prologu. Opera byla uvedena deset let po vzniku libreta a Kvapil se k němu příliš nehlásil; měl výhrady ke své mladistvé práci a stěžoval si na textové doplňky ve druhém a třetím jednání, které skladatel bez dorozumění s ním učinil. Po letech vzpomínal: „udělal jsem, dvacetiletý pošetilec, ze Zimní pohádky operní libreto, jež bohužel nezapadlo v zasloužené zapomnění, nýbrž bylo mnou za mrzkou stovku prodáno skladateli Nešverovi. Trest dostavil se po letech; měl jsem už jakés takés jméno literární, když se Nešverova Perdita hrála r. 1897 na Národním divadle, a libretista se přitom mohl hanbou propadnout.“
Novinoví recenzenti, kteří byli obecně vůči libretům velmi kritičtí, přijali text Perdity blahosklonněji, uznávali vhodnost předlohy (se Shakespearem má každý libretista „vždy aspoň z poloviny vyhráno“, psal Jaromír Borecký v Národních listech) i nutnost její redukce (i když Václav Müller ve Vlasti zpochybňoval soustředění se na spíše pasivní pár mladých milenců než na jejich rodiče, skutečné hybatele děje). Kateřina Emingerová mínila, že Kvapil provedl svou adaptaci „velmi prospěšně, jsou tu plynné verše, dobrá česká deklamace pro zpěv způsobilá, účinné rozdělení jednání a výjevů“. Borecký se domníval, že Kvapil nevytěžil z předlohy dostatečně dramatické momenty a šel skladateli příliš na ruku zdůrazněním lyričnosti, avšak chválil ušlechtilý jazyk, smysl pro charakteristiku postav, náladu scén a rozvíjení výstupů. Karel Knittl ve své recenzi v Daliboru však vyčítal téměř úplné odstranění komických scén – „prostý, humorem překypující tón ustoupil téměř na dobro pathosu“ –, což omezilo i rozmanitost podkladu pro hudbu. František Hejda ve Světozoru shrnul: „Nijaký silácký výkon, ale rovněž nic nejapného, divadelně nemožného.“
Některé recenze zdůrazňovaly modernost hudby ve wagnerovském smyslu a vyzdvihovaly používání techniky příznačných motivů pro jednotlivé postavy (tak např. Hubert Doležil). Jaromír Borecký psal: „Co do formy hoví modernímu kompromissu, nezavrhujíc čísel uzavřených, ale též pečlivě propracovávajíc části dialogické.“ František Hejda to však zpochybňoval: „Opera nemá jednotného stylu, úměrné formy, konvergence. Vymeziti jí platnost kompromisní mezi staršími směry a wagnerovskou reformou nezdá se nám zcela správným. Je zde na to příliš mnoho ostrých kontrastů, nápadného připínání ku vzoru Wagnerovu a málo vlastní vyhraněnosti.“ Příznačné motivy zde nemají „ráznosti a plastičnosti náležité,“ aby mohly fungovat jako stavební prvky: „zdály se býti tak solidním a důkladným základem budovy – ale nastojte! zklamaly úplně. Zabořily se někam do prolákliny, zanikly v hlubině a celá pracně vytýčená stavba povážlivě se zbortila.“ Podobný názor o nich měl Emil Axman i Karel Knittl. Podle recenzenta Katolických listů tyto motivy „nevyrůstají úplně z organismu dramatu samého, a proto působí spíše jako reminiscence“, a s tímto názorem souhlasil i Borecký.
Instrumentaci recenze nevěnovaly větší pozornost; Borecký ji označily za „celkem šedou“, podle Katolických listů byla „svědomitá“, týž časopis ve shodě s ostatními recenzenty vytýkal „některé přílišnosti v užívání plechů nebo podivné trochu kombinace“. Kritici si povšimli též smělých harmonií a modulací a technicky zručného polyfonního zpracování nástrojové hudby i ansámblů (nechyběla ani šestihlasá fuga), což ovšem vedlo až k oratornímu dojmu.
Recenzenti přiznávali Nešverově ušlechtilost a nevšednost, vesměs však zcela postrádali dramatičnost, „divadelní krev“ (Borecký). Hudba k Perditě byla spíše podle Karla Knittla spíše chrámová hudba, „která v ryzosti své vylučuje všechen žár a vzruch, hovíc jedině citu zbožnosti.“ Stejně tak kritika postrádala (kromě komické postavy Autolyka) hudební charakterizaci postav. „Král Leontes na příklad v žárlivosti a hněvu přednáší výborně deklamovaní, však hudebně stejně jednotvárné fráse,“ psal Karel Knittl. Podle Václava Müllera hudba prokazuje „znamenitou routinu“, avšak trpí epickou rozvláčností. Ani co do původnosti Nešvera nezaujal; podle recenzenta Katolických listů jeho hudba „nikde neproniká svéráznou novostí“. Františku Hejdovi byla Perdita podnětem k úvaze o eklekticismu a poukazoval na Nešverovo skloubení vlivů wagnerovských, verdiovských i folklorních: „Je to skutečně práce eklektická […] vlastního samostatného směru, prýštícího z rázovité, hluboké individuality, práce tato nemá“. Podle Huberta Doležila v této opeře Nešvera „zřejmě se dává na dráhu velké opery dle vzoru Dvořákova“.
Pokud jde o celkové názory na Perditu, objevily se i názory plně pozitivní, např. ve zprávě časopisu Našinec: „Perdita jako celek jest dílo v pravdě umělecké, což ovšem nemá býti řečeno na úkor jednotlivostí, mnohé části působí dojmem přímo úchvatným.“ Podrobnou a velmi příznivou recenzi publikoval v Lidových novinách Hubert Doležil, který nezapíral, že je Nešverův „upřímný ctitel a bývalý žák“. Takové hlasy však byly výjimkou. Jaromír Borecký v Národních listech nazval Perditu střízlivě „čestným prvním krokem staršího skladatele na nezvyklé půdě“ (opomíjeje přitom Bratránka a Lesní vzduch). František Hejda ve Světozoru mínil: „materiál všady dobrý, ale celek z něho vytvořený beze všeho stylu a valné působivosti, pochybený v založení a nešťastný v provedení.“ Kateřina Emingerová: „Takto jest celá zpěvohra úctyhodná práce pilného, svědomitého hudebníka, jemuž jsou k disposici nejhlubší vědomosti harmonie a kontrapunktu – melodiku, dramatický živel a instrumentaci v moderním pojetí postrádáme však zúplna.“ Nejmenší ohledy si bral František Václav Krejčí v revui Rozhledy: „[…] všeobecný dojem byl naprosté sklamání. To vyčteme i z eufemismů našich věčně blahovolných novinářských kritik […] Nechceme po nich opakovat komplimenty o známé solidnosti a svědomitosti p. Nešvery jako komponisty, neboť to jsou předpoklady, rozumějící se u seriósního díla samy sebou, a řekněme zpříma: p. Nešvera nemá ani kapku toho, co je k operní tvorbě nezbytno, totiž dramatické krve. […] Tak však, jak působí Perdita celkově na posluchače z jeviště, je to dílo nezdařené a neživotné.“
Recenzenti se shodovali na tom, že nejcennější části mělo první jednání: „výtečné, svěží a jímavé“ lidové pastýřské sbory a tance, ze sólových zpěvů především charakteristická písnička Autolykova Narcisek už zase vzkvétá, píseň pastýřova Mně nad hlavou šlo osmdesát let, písně Perdity (Pod okny mi růže vonné, Mám plno květů) a zpěv Florizelův Má Perdito. Shodovali se na doporučení, aby se Nešvera nadále držel u církevní hudby (Karel Knittl navrhoval přepsat některé části Perdity na „pěknou, upřímnou zbožností dýšící mši“) anebo se pokusil o operu komickou, z lidového prostředí, neboť takové scény byly v Perditě nejzdařenější. Tak Nešvera skutečně učinil již v Lesním vzduchu a také ve své poslední provedené opeře Černokněžník (Radhošť) z roku 1906.

## Osoby a první obsazení
| osoba                                                                         | hlasový obor | premiéra (21. 5. 1897) |
| ----------------------------------------------------------------------------- | ------------ | ---------------------- |
| Král Leontes                                                                  | bas          | Václav Kliment         |
| Hermiona, jeho choť                                                           | mezzosoprán  | Marie Klánová          |
| Král Polixenes                                                                | baryton      | František Šír          |
| Florizel, jeho syn                                                            | tenor        | Hanuš Lašek            |
| Perdita                                                                       | soprán       | Růžena Koldovská       |
| Antigonus, dvořan krále Leonta                                                | baryton      | Václav Viktorin        |
| Dion, dvořan krále Leonta                                                     | tenor        | Hynek Švejda           |
| Cleomenes, dvořan krále Leonta                                                | baryton      | Josef Žižka            |
| Camillo, bývalý číšník krále Leonta, teď důvěrník Polixenův                   | bas          | František Hynek        |
| Paulina, Antigonova choť                                                      | mezzosoprán  | Anna Kettnerová        |
| Pastýř                                                                        | bas          | Robert Polák           |
| Pastýřův syn                                                                  | němá role    | Anna Archlebová        |
| Autolykus, pobuda                                                             | tenor        | Adolf Krössing         |
| Alegorie Času                                                                 | mezzosoprán  | Anna Kuršová           |
| Pastýři, pastýřky. Dvořané, dámy dvorní. Soudcové. Vojsko. Lid. Hóry.         |              |                        |
| Dirigent: Adolf Čech, režie: Edmund Chvalovský, choreografie: Augustin Berger |              |                        |

## Děj opery

### Předehra
(Volné prostranství v sídelním městě krále Leonta) Na náměstí se potkávají dva Leontovi dvořané, Antigonus a Dion. Antigonus vysvětluje Dionovi, jenž se právě vrátil z dalekých cest, rozrušenou náladu ve městě. U Leontova dvora pobýval král Polixenos, ale Leontes pojal prudké podezření, že mu s ním byla jeho choť, královna Hermiona, nevěrná. Nařídil číšníkovi Camillovi, aby hosta otrávil, ale Camillo tento úklad Polixenovi prozradil a uprchl s ním do jeho království. Hermionu dal Leontes uvěznit a dítě, jež královna v cele porodila, jí odebral. Na dnešek pak sezval veřejný soud nad královnou (dialog Já spěchal domů touhy na křídlech).
Zatím se na prostranství shromáždil lid, který komentuje neblahou chvíli (sbor Proč vstává nový den). Ozbrojenci prorazí cestu králi Leontovi, který usedá na trůn a zahajuje soud (zpěv Leonta Nechť vlna tyranství nás opustí a sbor Svou obžalobu vyřkne nyní král). Leontes dává předvést Hermionu a obžalovává ji. Královna ví, že ho žádnou obhajobou nepřesvědčí, a spoléhá na to, že její čest prokáže věštba bohů. Leontes jí sděluje, že její dítě bylo p ohozeno zvěři na pospas; zdrcenou královnu odvádí Antigonova manželka Paulina (scéna výslechu Tako obžaloba Hermiony zní).
Dvořan Cleomenes přichází z věštírny, kde se král dotazoval bohů na královninu vinu. Předčítá věštbu: Hermiona, Polixenes i Camillo jsou bez viny, zato Leontes je tyran a zůstane bez dědice, dokud se nevrátí jeho zavržené dítě. Rozzlobený Leontes prohlašuje věštbu za podvod a trvá na svém soudu. Zablýská se a zahřmí a všechny popadne strach (scéna věštby Slovo bohů nesem již). Paulina přibíhá se zprávou, že Hermiona zemřela, a obviňuje z její smrti Leonta (zpěv Ó. tyrane, jenž čelo nehodné). nyní, když jsou manželka i s dítětem mrtvy, uvěří Leontes v Hermioninu nevinu a hodlá se kát (zpěv Ach příliš pozdě bůh mi smysly vrátil!. 

### Entreacte
(Oblačný prostor) Neviditelné Hóry zpívají o plynutí času (sbor Od věčnosti do věčnosti). Čas v podobě ženy s přesýpacími hodinami vypráví, že uplynulo šestnáct let. Leontes odčinil svou vinu pokáním. Jeho pohozené dítě mezitím našel pastýř v daleké zemi, dal mu jméno Perdita a vychoval je (zpěv Jdou léta jako stíny před mým zrakem).

### 1. jednání

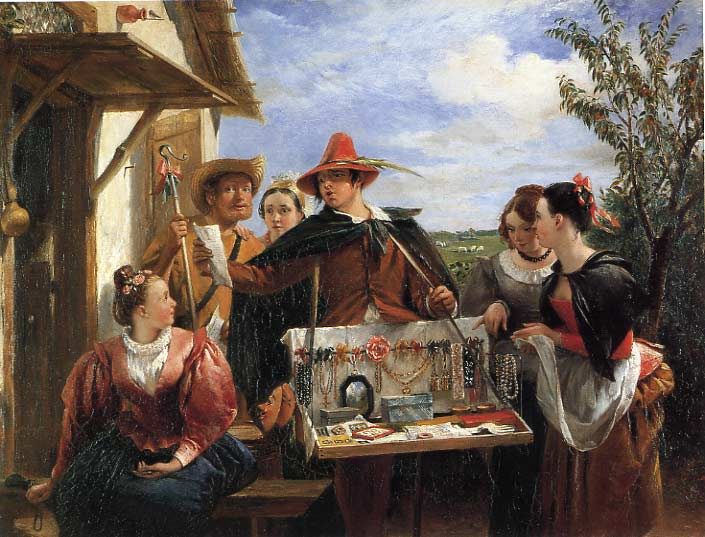
Autolykus mezi pastýřkami, obraz Charlese Roberta Leslieho.

(Háj u pastýřovy chaty v zemi krále Polixena) Perdita před chatou čeká na svého milého (píseň Pod okny mi růže voní). Záhy přichází Florizel, syn krále Polixena, oblečený v napodobenině pastýřského oděvu. Perdita má strach o tom, co by řekl jeho otec, kdyby je spatřil, ale Florizel na to nechce myslit a odvádí ji do háje, aby se mohli věnovat své lásce (dialog Florizeli! – Perdito!). Pastýř, který Perditu vychoval, mezitím vítá dva zakuklené příchozí, jimiž jsou Polixenes a Camillo. Král se sem přišel přesvědčit, co je pravdy na tom, že se jeho syn spouští s pouhou pastýřkou. Camillo ho mírní a vzpomíná na svou vlast (dialog Jsme tedy na místě).
Ze všech stran se shromažďují pastýři a pastýřky vracející se z práce; tančí a zpívají (sbor 'Konec, konec polní práce). Perdita se vrací s náručí květin a podarovává jimi přítomné, zvláště pak Florizela (zpěv Mám plno květů, v lásce přijměte je). Aby se mohl zúčastnit zábavy, zpívá mírně nemravnou píseň pobuda Autolykus (píseň Narcisek už zase vzkvétá). Pak lid odchází. Florizel se dává do řeči s neznámým a svěřuje se mu se svou láskou k Perditě a s obavou z otcovy nepřízně. Polixenes se mu dává poznat a skutečně je navýsost rozzloben, syna proklíná, pastýři vyhrožuje oběšením a Perditě umučením (scéna Bůh požehnal vám v míře nejvyšší). Pak ale odejde a nechá je prozatím na pokoji.
Camillo chce milencům pomoci, a proto jim radí, aby se odebrali na jeho statky v zemi krále Leonta. Aby se tam dostali nepozorovaně, bere na pomoc Autolyka, který si vymění svůj žebrácký šat s Florizelem (scéna Mé srdce plá! Florizeli můj!). Avšak Autolykus ví, jak ze situace vytěžit více než obstojné šatstvo a drobnou odměnu od Camilla – donese Florizelovy záměry králi Polixenovi (zpěv Haha! haha! … Nač se starat, nač se dřít). Florizel a Perdita se zatím loučí s Camillem a pastýřem a vydávají se na cestu (ansámbl Pryč, jen pryč!).

### 2. jednání
(Skvostná síň v paláci krále Leonta) Po šestnáct let od nešťastného soudu král Leontes nedělá nic jiného než truchlí. Antigonus jej zdánlivě utěšuje, spíše však jeho sebetrýznění prohlubuje zprávou, že ve svém domě dal postavit sochu zvěčněné Hermiony, a zve krále na její odhalení (dialog Můj pane, žalu svého nechte již). Cleomenes oznamuje příchod prince Florizela s poselstvím od jeho otce, krále Polixena, a s jakousi spanilou dívkou. Antigonus hbitě připomíná králi jeho dceru, kterou dal Leontes usmrtit a kterou by si Polixenos jistě přál za snachu.
V průvodu přicházejí Florizel s Perditou (sbor Kéž tato chvíle nese klid a blaho sem). Florizel předává Leontovi smyšlený přátelský pozdrav od Polixena a představuje mu Perditu jako svou nevěstu, údajnou královskou dceru, do jejíž vlasti cestují. Přitom vychvaluje její krásu (árie „Kvetla růže v dálném území“). Leontes snoubencům blahopřeje.
Vzápětí však Dion přináší jinou zprávu: s vojskem se blíží král Polixenes, stíhající v hněvu svého syna. Florizel musí přiznat, že Leonta obelhal, a vysvětluje mu situaci. Polixenes kvapně vstupuje. Florizel se domnívá, že ho zradil Camillo, ale ten vinu svádí na Autolyka. Polixenes se omlouvá hostiteli, že musí řešit nepříjemné rodinné záležitosti před ním, a opět se zříká svého syna, který se ponížil nerovnorodým vztahem. Mladí milenci litují uprchlého štěstí, Polixenes dává najevo své rozhořčení a Leontes, jenž je nucen vše sledovat, vzdychá, že klidu zřejmě nalezne až v hrobě (ansámbl Štěstí moje prchá v dál). 

### 3. jednání
(Nádherná zahrada za palácem Antigonovým) Antigonus se ujišťuje u Pauliny, že k odhalení sochy je vše přichystáno. Současně jí sděluje divné zvěsti: v zemi krále Polixena pastýř po mučení v žaláři přiznal, že Perdita není jeho dcera, ale že ji našel ve vraku lodi na pobřeží – což mohla být loď, kterou vyslal Leontes s Hermioniným dítětem a která se nikdy nevrátila. Nevyzpytatelným způsobem se Antigonovi dostaly do rukou šatečky a ozdoba, které dítě mělo na sobě, a Paulina v nich poznává předměty od královny Hermiony: Věštba se naplňuje, Perdita je Hermionina dcera (dialog Zvěsť podivná jde dneska za zvěstí). Toho se Antigonus již dohádl a zpravil Leonta. Leontes i Polixenes spěchají k Antigonovi, stejně jako Florizel s Perditou, které dal Leontes pod dojmem této zprávy propustit z vězení. Paulina děkuje bohům za šťastný obrat (zpěv Ó díky vám, vy bozi dobra chtiví!).
Leontes, Polixenes, Camillo a Dion přicházejí vyslechnout Paulinino svědectví. Leontes objímá svou dceru a Polixenes přirozeně odpouští svému synovi, jehož nevěsta má přece jen královskou krev. Přiveden je i pastýř a Leontes mu děkuje za péči věnovanou Perditě. Pak je v kiosku odhalena socha Hermiony. Je nádherná, jak všichni komentují (sbor Ó kouzlo půvabné), ale hlavně Leontovi se zdá živoucí, ba jako by dýchala. Chce k ní blíže, Paulina mu v tom brání, ale záhy „socha“ sama sestupuje s podstavce a objímá manžela. Leontes ji prosí za odpuštění. Nato se poprvé shledává Perdita se svou matkou (scéna Ta socha žije! Není možno přece). Štěstí všech hrdinů po dlouhé době nestojí nic v cestě (finále Je štěstí naše, jakým dříve bylo).